# Линау
Линау (нем. Linau) — община в Германии, в земле Шлезвиг-Гольштейн. 
Входит в состав района Герцогство Лауэнбург. Подчиняется управлению Зандеснебен.  Население составляет 1188 человек (на 31 декабря 2010 года). Занимает площадь 9,66 км².